# 诗巫中华国民型华文中学
砂拉越诗巫中华国民型华文中学，是砂拉越詩巫各屬華人聯合起來創辦的一間国民型华文中学，創立於1916年，其原名是“詩巫華僑公立中華學校”。

## 歷任董事長
- 張煙都（1916年－1918年）
- 劉家洙（1918年－1931年）
- 林漢水（1931年－1936年）
- 周玉麟（1936年－1966年）
- 周平安（1966年－2014年）
- 周瑞雄（2015年－）[3]

## 歷任校長
林守仁、蕭綿遠、莊濟清、韓秀華、馬仁元、朱秋奇、伍湖海、徐福康、王世欽、盧少洲、徐光泰、伍禪、謝元愷、鍾志鵬、朱淵明、傅永安、鄭會石、陳瑞麟代校長、溫欽恭、黃順舸、江中南、楊進德、林憲之、姚秀仙、谭玉燕、陈伯铭。

## 中華校友
- 砂拉越元首：第五任砂元首敦艾哈迈德·再迪（英语：Ahmad Zaidi Adruce）
- 市長：姚炳華
- 國會議員：黃和順（Wee Ho Soon），任期1974-1978年（英语：Members of the Dewan Rakyat, 4th Malaysian Parliament）
- 州助理部長：孫春德
- 立法議員：周金芬、江仲宵、孫春德、卓恆山、黄家新、郑有侨
- 市議員：周金芬、江仲宵、黃和順、徐元吉、蔡存堆、孫春德、蔡銀娥、周平安、鄭有玉、陳景益
- 本固魯：孫文來、周平安
- 甲必丹：蕭如意、鄭春植、孫春富